# Каспаров, Аркадий Александрович
Аркадий Александрович Каспаров (11 декабря 1936, Баку, Азербайджанская ССР — 16 июня 2018, Россия) — советский и российский учёный-офтальмолог, ведущий кератолог России, доктор медицинских наук, профессор. Основатель первого в СССР специализированного отделения патологии роговицы. Заведующий отделением реконструктивной хирургии глаза ВНИИ глазных болезней МЗ СССР и РАМН.

## Биография
Родился 11 декабря 1936 года в Баку.
В 1959 году окончил I лечебный факультет I Московского медицинского института имени И. М. Сеченова.
В 1974 году — защитил докторскую диссертацию «Клинические особенности, диагностика, этиотропное и патогенетическое лечение герпетической болезни глаз».
С 1974 года — ученый секретарь Всесоюзного НИИ ГБ.
Сфера научной деятельности Каспарова — заболевания роговицы, трансплантация роговицы, реконструктивная микрохирургия глаза, герпетический кератит, противогерпетическая вакцина, офтальмогерпес, дистрофии роговицы, буллезная дистрофия роговицы, рецидивирующая эрозия роговицы, язвы роговицы, клеточные технологии в офтальмологии, эксимерлазерная хирургия и многое другое.

## Достижения
Лауреат премии Совета Министров (1984), награждён медалью им. академика И. П. Павлова (2000), дипломом премии академика М. И. Авербаха (2001).
Член Правления Всероссийского и Московского обществ офтальмологов; почетный член Болгарского общества офтальмологов; член редколлегии журнала «Вестник офтальмологии».
Автор 613 научных печатных работ, 2 монографий («Герпес», 1986 г.), («Офтальмогерпес», 1994 г.), 60 авторских свидетельств на изобретения и патентов, 38 рационализаторских предложений.